# Dodge (Verenigd Koninkrijk)
Dodge is een Amerikaanse producent van auto's en vrachtwagens. Het had ook een Britse afdeling.
Aanvankelijk gestart als assemblagefabriek voor Dodge USA in 1933, ging de Engelse Dodge steeds meer zijn eigen weg, haar producten afstemmend op de lokale markt. Het zette op haar beurt ook een fabriek op in Spanje. Na een fusie met Renault in 1981 ging de vestiging door als Dodge-Renault, vlak daarna stopte de productie. Het werd doorverkocht aan het Italiaans/Duitse Iveco.